# 志村勇人
志村 勇人（しむら はやと、1994年8月2日 - ）は、日本の子役、タレントである。お笑いユニット・トリプルPのメンバー。
J-beans所属。千葉県出身。血液型A型。

## 経歴・人物
- Nゲージやビデオ鑑賞などが趣味で、あきらめが早い。
- 1997年から芸能生活を初め、テレビ番組『だんトツ!!平成キング』でデビュー。
- 『あっぱれさんま大先生』や『先生はエライっ!』など学校に関連するドラマでは主に生徒役を演じていた。

## 出演

### バラエティ
- ガキバラ帝国2000!（2000年、TBS）
- あっぱれさんま大先生（2002年 - 、フジテレビ）
- 2時ピタッ!（2006年、TBS）

### テレビドラマ
- わたしが子どもだったころ（2007年、NHK） - 蛭子能収役
- いのちのいろえんぴつ（2008年3月22日、テレビ朝日） - 森本雅也役
- 先生はエライっ!（2008年4月12日、日本テレビ） - 2年B組生徒役

### CM
- NTT西日本
- 大塚製薬「オロナイン」
- ビベンディユニバーサルゲームズ「クラッシュバンディクーフェスティバル）
- ファーム「ソレイユの丘」
- 森永製菓「森永ビスケット」
- コナミ「メタルギアソリッド ピースウォーカー」